# Claro Enigma
Claro Enigma é o sétimo livro de poemas lançado pelo poeta mineiro Carlos Drummond de Andrade. Foi publicado originalmente pela editora José Olympio em 1951. Claro Enigma é composto por 41 poemas divididos em seis partes conceituais.

## Poemas
I. Entre Lobo e Cão
1. "Dissolução"
2. "Remissão"
3. "A Ingaia Ciência"
4. "Legado"
5. "Confissão"
6. "Perguntas em Forma de Cavalo-Marinho"
7. "Os Animais do Presépio"
8. "Sonetilho do Falso Fernando Pessoa"
9. "Um Boi Vê os Homens"
10. "Memória"
11. "A Tela Contemplada"
12. "Ser"
13. "Contemplação no Banco"
14. "Sonho de um Sonho"
15. "Cantiga de Enganar"
16. "Oficina Irritada"
17. "Opaco"
18. "Aspiração"

II. Notícias Amorosas
1. "Amar"
2. "Entre o Ser e as Coisas"
3. "Tarde de Maio"
4. "Fraga e Sombra"
5. "Canção para Álbum de Moça"
6. "Rapto"
7. "Campo de Flores"

III. O Menino e os Homens
1. "A um Varão, que Acaba de Nascer"
2. "O Chamado"
3. "Quintana's Bar"
4. "Aniversário"

IV. Selo de Minas
1. "Evocação Mariana"
2. "Estampas de Vila Rica"
3. "Morte das Casas de Ouro Preto"
4. "Canto Negro"
5. "Os Bens e o Sangue"

V. Os Lábios Cerrados
1. "Convívio"
2. "Permanência"
3. "Perguntas"
4. "Carta"
5. "Encontro"
6. "A Mesa"

VI. A Máquina do Mundo
1. "A Máquina do Mundo"
2. "Relógio do Rosário"

## Publicações
A obra Claro Enigma foi reproduzida por completo nas seguintes publicações:
- Claro Enigma - Rio de Janeiro: J. Olympio, 1951
- Fazendeiro do Ar & Poesia até Agora - Rio de Janeiro: J. Olympio, 1954
- Poemas - Rio de Janeiro: J. Olympio, 1959
- Claro Enigma - São Paulo: Companhia das Letras, 2012